# Academy Ladispoli
La Società Sportiva Dilettantistica Academy Ladispoli, nota semplicemente come Ladispoli, è la principale società calcistica di Ladispoli, nella città metropolitana di Roma. Milita in Promozione, sesta serie del campionato italiano di calcio.
I colori sociali sono il rosso e il blu; il simbolo storico è Torre Flavia, il monumento che caratterizza la città.

## Storia
L'Unione Sportiva Ladispoli nacque nel 1946 grazie a Domenico Pierlorenzi, che sarebbe rimasto presidente per un anno.
La prima partecipazione al campionato italiano risale agli anni cinquanta; inizialmente la squadra oscillò fra la Prima e la Seconda Categoria fino a che, nella seconda metà degli anni sessanta, cominciò a militare stabilmente in Promozione. Negli anni novanta, poi, la società arrivò a partecipare al Campionato Interregionale (l'attuale Serie D), allora al quinto livello.
Da qui il Ladispoli non riuscì più ad andare avanti e raggiungere la Serie C2, e rimase sempre in sospeso fra l'Eccellenza Laziale e la Serie D.
La società comunque si distinse arrivando a conquistare la Coppa Italia Dilettanti 2002-2003, superando il Derthona nella finale di Pontassieve. Tale successo riportò i rossoblu in Serie D.
Retrocesso nuovamente in Eccellenza al termine della stagione 2004-2005, e dopo più di un decennio di anonimato (che nel 2007-2008 culminò con la retrocessione in Promozione), nel 2018 il Ladispoli riuscì a tornare in Serie D, ora equivalente al quarto livello, passando per i play-off promozione, durante i quali estromise prima il Paterno e poi il Villafranca Veronese. La squadra riuscì a mantenere la categoria nella stagione successiva ma retrocesse nel 2020, in un campionato prematuramente interrotto per la pandemia di COVID-19.
Nel 2019 la società si è dotata anche di una squadra femminile che partecipa all'Eccellenza, il quarto livello del campionato italiano.

## Palmarès

### Settore maschile

#### Competizioni nazionali
- Coppa Italia Dilettanti: 1

2002-2003

#### Competizioni regionali
- Eccellenza: 1

1996-1997 (girone A)
- Promozione: 1

2010-2011 (girone A)
- Coppa Italia Dilettanti Lazio: 1

2002-2003

#### Competizioni giovanili
- Campionato Juniores Nazionali: 1

1994-1995

### Settore femminile

#### Competizioni regionali
- Coppa Italia di Eccellenza (Lazio): 1

2022-2023

## Statistiche

### Partecipazione ai campionati
| Livello | Categoria                       | Partecipazioni | Debutto   | Ultima stagione | Totale |
| ------- | ------------------------------- | -------------- | --------- | --------------- | ------ |
| 4º      | Serie D                         | 2              | 2018-2019 | 2019-2020       | 2      |
| 5º      | Campionato Interregionale       | 2              | 1990-1991 | 1991-1992       | 12     |
| 5º      | Campionato Nazionale Dilettanti | 6              | 1992-1993 | 1998-1999       | 12     |
| 5º      | Serie D                         | 6              | 1999-2000 | 2004-2005       | 12     |

## Strutture e tifoseria
Le partite casalinghe del Ladispoli si sono disputate per settant'anni allo stadio Martini Marescotti. A partire dalla seconda metà della stagione 2016-2017 la squadra si è invece trasferita allo stadio Angelo Sale, dotato di un campo in erba sintetica.
Dagli anni 2010 il tifo di Ladispoli è stato guidato dal gruppo Torre Flavia Ultras. Tale gruppo riconosceva rapporti di amicizia con i gruppi di Casal Barriera, Atletico Vescovio e Viterbese. La rivalità principale è da sempre quella con il Cerveteri; a seguire, sentite anche le sfide contro Ostia Mare, Civitavecchia e Rieti, alcune delle quali caratterizzate da incidenti tra tifoserie nel corso degli anni.

## Presidenti
- Domenico Pierlorenzi
- Annibale Lombardi
- Mario Bariletti
- Loreto Rutolo
- Francesco Marino
- Massimiliano Marino
- Umberto Paris
- Sabrina Fioravanti
- Luigi Di Renzo (in carica)